# 猎鹰山区
猎鹰山区（俄語：район Соколиная Гора）是莫斯科东行政区的一区，面积7.84平方公里，人口92,805人。它与巴斯曼纳亚区、索科利尼基区、普列奥布拉任斯科耶区、伊兹迈洛沃区、佩罗沃区和列福尔托沃区接壤。